# ポー・トースター

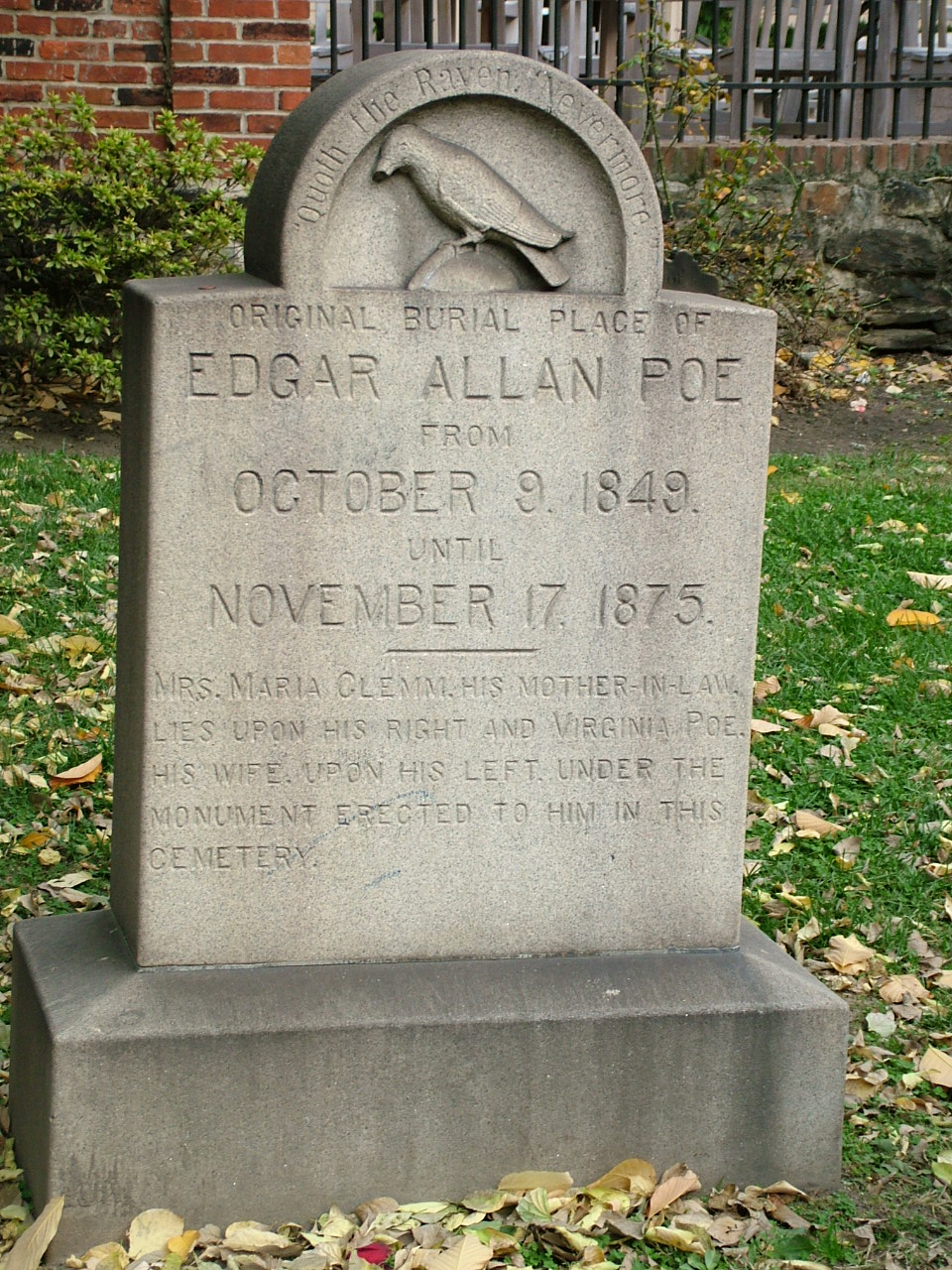
「ポー・トースター」が毎年1月に訪れていたエドガー・アラン・ポーの墓碑。

ポー・トースター（Poe Toaster、「ポーに乾杯する人」の意）は、1949年から2009年まで毎年、エドガー・アラン・ポーの誕生日である1月19日に、ポーの墓碑を訪れて供え物をしていた謎の人物に対する非公式の呼び名である。目撃者によれば、彼は黒い服に白いスカーフを付け、つばの広い帽子を被っており、墓の前に三本の薔薇と、中身の減ったフレンチ・コニャックのボトルを置いて立ち去っていったという。毎年多数のものが彼を見るために集まり、また彼の毎年の訪問はエドガー・アラン・ポー協会から非公式に支援されていたにもかかわらず、はっきりとした目撃情報も写真を撮られることも稀であった。
彼の素性についての最終的な結論は出ていないが、2007年になってサム・ポーポラという人物が自分こそその人であると名乗り出ている。ポーポラはボルティモア・ウェストミンスターホールに勤めていた歴史学者で、彼は1960年代末に人目を引くためにこの行動を思いついたという。しかし1950年の『イブニング・サン』紙ボルティモア版には「素性の不明な市民が毎年空のボトルを捧げていた」とはっきり記した記事がある上、ポーポラの話は語られるごとに細部が食い違っており、また彼は他にも同じ行動を取っていた人物がいたことを認めている。
過去数年の間墓碑の前に残されていたメモによれば、オリジナルの「トースター」は1949年から毎年墓を訪れていたが、1998年に死去し、その後彼の「息子」がその伝統を受け継いだのだという。しかし新たな「トースター」の残したいくつかのメモの記述を「トースター」にふさわしくないと感じる者もおり、2006年には複数の人物が墓地に押し入り、新たな「トースター」の素性を暴こうとしたが成功しなかった。2010年になって、1949年以来初めてポー・トースターの訪れが途絶えた。

## 原「ポー・トースター」
ポー・トースターの訪れは1949年、エドガー・アラン・ポーの死から1世紀後の彼の誕生日から始まった。その年の1月19日の早朝、先端を銀で覆った杖を持った、男性と推測される黒ずくめの人物が、メリーランド州ボルティモアのウェスト・ミンスターホールの墓地に入った。その人物はポーの墓の前まで来るとコニャックで乾杯を行なった。そしてそこから離れる前に、三本の赤い薔薇と、マーテル・コニャックのハーフボトルを墓の前に残していった。
三本の薔薇は、同じ場所に埋葬されているポーとその妻のヴァージニア・クレム、義母のマリア・クレムの3人を表していると考えられているが、コニャックの方は何を意味するのかはっきりしていない（ポーの作品には例えば「アモンティリャドの酒樽」のように酒を題材にした作品はあるが、コニャックが重要な役割を果たすものはない）。しかし後になってポーの墓の前に残されたメモには（後述するように、これはオリジナルの「トースター」の意志を受け継いだ別の人物によるものと考えられている）、家族の伝統を尊重して、今までどおりボトルを置いていくという注意書きが書かれていた 。これらのボトルのいくつかはボルティモアのポー博物館に保存されている。
「トースター」は黒いコートと帽子をつけており、また顔をスカーフやフードで覆っていて、通常は彼の行動を記者やポーのファンたちに見守られていた。2006年に起こった出来事を除けば、観衆は「トースター」の伝統を尊重し、彼の邪魔をしようとしたり、また正体を暴こうと試みたりすることはなかった。なお「ポー・トースター」（Poe Toaster）のニックネームは、「ポエテスター」（Poetaster、「へぼ詩人」の意）と引っ掛けた地口から付けられたものと考えられる。

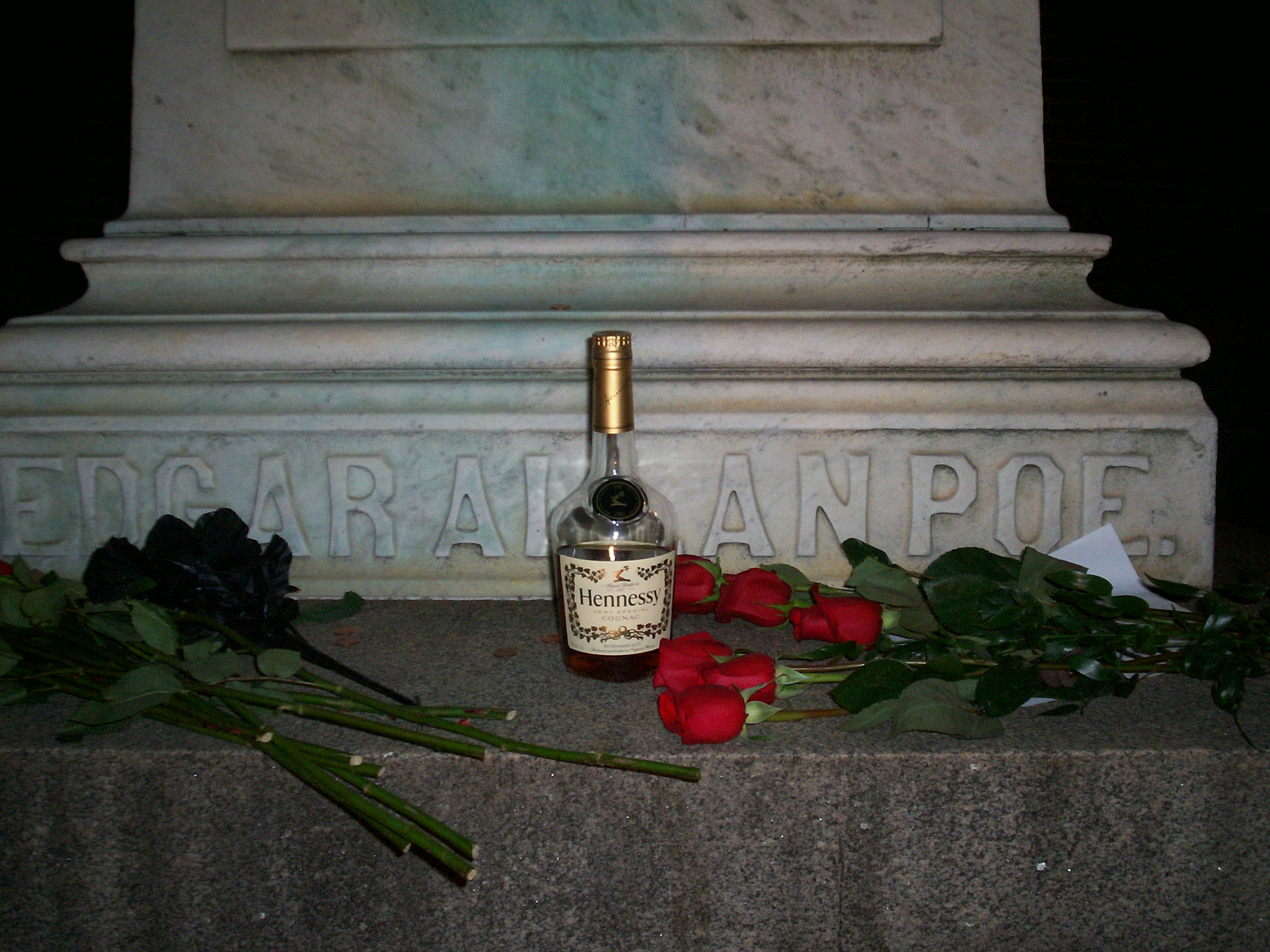
2008年1月19日にポーの墓碑の前に残されていたコニャック。

「トースター」は通常の供え物に加えて折々にメモ書きを残していった。これらのいくつかは「エドガー、君を忘れない」のような、ポーへの傾倒を示す単純なフレーズであった。しかし1993年に残されたメモには、「灯は受け継がれる」（The torch will be passed.）という謎めいた語句が書かれており、「トースター」が病に倒れたか、あるいは死期が近づいているのではないかとの推測がなされた。1999年のメモには、オリジナルの「トースター」が1998年に死去し、彼の伝統を「息子」が受け継いだと記されていた。その後の目撃者は、「トースター」は以前よりも明らかに若くなっていると証言している。

## 新たな「トースター」を巡って
2001年、第35回スーパーボウルでのボルチモア・レイブンズとニューヨーク・ジャイアンツの対戦前日に、次のようなメモが残された。「ニューヨーク・ジャイアンツ。暗闇と荒廃、そして巨大な青がすべてを覆う。ボルティモア・レイヴンス。何千もの傷で彼らは苦しむだろう。エドガー・アラン・ポーよ永遠に。」このメモ書きの内容はいくつかの理由で議論の的となった。「トースター」はこれまで一度もスポーツのような時事的な事柄に対するコメントを残したことがなかったし、それになぜ「トースター」が、ポーの代表詩である「大鴉」（The Raven）からチーム名が取られているレイヴンスを好まないのか、誰にも説明がつかなかった。この予言（これはポーの短編「赤死病の仮面」の最後の一節「暗闇と荒廃と赤き死がすべてを覆いつくしていった。」をもじったものであった）は実現せず、実際にはレイヴンスは34-7でジャイアンツに勝利した。
2004年に残されたメモ書きには、フランス軍への当てこすりらしきものが書かれていた。薔薇の間に見つかったメモにはこう記されていたのである。「ポーの神聖な思い出と彼の安息の地にフランス製のコニャックは似合わない。非常に気が進まないが、家族の伝統に敬意を表してコニャックは置いていく。ポーの思い出よ、永遠に生きんことを！」多くのものが、これはイラク戦争に反対したフランスを非難したものだと解釈した。
2006年には、複数の人物が「トースター」の正体を確かめるために墓地に押し入り彼に声をかけようとした。彼らがこの行動に出た原因のいくらかは、近年の新たな「トースター」のメモがこの伝統を汚していると感じられたことにもあったと考えられる。エドガー・アラン・ポー博物館のキュレーターであるジェフ・ジェロームは記事の取材に対し、厳粛な儀式が無作法な者たちのために混乱させられてしまったと語った。

## その後の出来事
2007年には「トースター」を見に60人もの人々が詰めかけたが、この参加数はそれまでの最多記録となった。ポー博物館のジェフ・ジェロームはラジオのインタビューに答え、多数の人が参加したこと、また前年に比べて観衆が行儀よく振舞ったことに歓びを表した。ジェロームはまた日本からの参加者がいたことに触れ、この伝統が国際的に認知されていると語った。
2007年8月15日、『ボルティモア・サン』紙で、92歳になるサム・ポーポラという人物が「ポー・トースター」を始めたのは自分であるという主張を行なった。ポーポラは1960年代末にウェストミンスター教会の歴史学者としての称号を受けた人物で、彼は教会とその集会を活気付けるために「ポー・トースター」の行動を思い立ったという。ポーポラがその行動を始めたのは1967年で、以前ある記者の取材に答えて「ポー・トースター」の伝統が1949年にまで遡ると話した時、実際には1976年の記録を参照していたのだという。それに対してポー博物館のジェフ・ジェロームは、「ポー・トースター」に関する1950年の新聞記事が現実に存在していると語った。ポーポラの娘は、父のそのような行動は見たことはないが、しかし秘密めいたことを好む彼の性向には合致していると語っている。その後さらに調査が行なわれたのち、ジェロームは「ポーポラの主張には大きな穴がある。マック・トラック（「マック・トラックス」はアメリカの運送業者の名前。ここではそのトラック）が通り抜けられそうなくらいに大きな穴だ」と話している。エドガー・アラン・ポー協会の役員であるジェフ・サヴォイェもポーポラの主張に疑義を表明したが、しかし彼は決定的な証明を行なうことはできなかった。
2008年、ジェロームによれば150人近い人がポー・トースターを見に集まった。翌2009年はポーの生誕200周年に当たっていたが、しかし観覧者は前年よりも少なかった。また「トースター」も特別なメモなどは残していない。
2010年、ポー・トースターは現れなかった。ジェフ・ジェロームはこの理由を明確には説明していないが、もし「トースター」が伝統を終わらせる気であったのなら、生誕200周年の前年がその節目に当たっていたのだろうと推測した。
ジェフ・ジェロームによれば、彼が「トースター」について知っていることで、まだ公表していない事実がひとつだけある（なお彼自身が「トースター」ではないのか、という噂を彼自身はきっぱり否定している）。それは「トースター」の素性をあらわすヒントであり、ある仕草に関することである。「トースター」はその仕草を、予期された通り毎年墓の前で行なっているという。しかしジェロームは、いつの日か「トースター」の正体をきちんと解明する望みを捨てていないので、今でもそれを明かすつもりはないとしている。

## 関連文献
- Rowlett, Curt (2006). Labyrinth13: True Tales of the Occult, Crime & Conspiracy, Chapter 5, The Tale of the Poe Toaster. Lulu Press. ISBN 1-4116-6083-8.